# Partito Comunista Politico-Militare
Il Partito Comunista Politico-Militare (PCPM) è un'organizzazione eversiva comunista pubblicamente scoperta dalla polizia il 12 febbraio 2007 che si ispirerebbe alla "Seconda posizione" dell'ala movimentista delle Brigate Rosse. Il gruppo distribuiva "L'Aurora", un foglio semi clandestino di informazione e propaganda politica del movimento: caratteristica grafica dello stesso era la presenza della stella a cinque punte simbolo delle Brigate Rosse all'interno della "O" di Aurora.
Il primo sequestro del foglio avvenne a Parigi nell'estate del 2002 dove venne trovata una copia sotto forma di bozza edizione numero zero; alla data del febbraio 2007 sono state documentate solo altre tre uscite.

## Storia

### L'indagine
A seguito di un'operazione antiterrorismo nota con il nome "operazione tramonto" lanciata dalle questure di Milano, Padova, Torino e Trieste coordinata dalla direzione del DCPP ovvero Direzione Centrale della Polizia di Prevenzione (in pratica l'ex UCIGOS) e condotta contro le cosiddette "Nuove Brigate Rosse" sono state arrestate quindici persone, fra loro anche alcuni sindacalisti delegati o semplici iscritti della CGIL ed immediatamente sospesi dal sindacato stesso al seguito di questa notizia.
Durante le indagini la DIGOS, oltre ad un tentativo fallito di scasso di un Bancomat per il finanziamento del gruppo, avrebbe filmato i componenti della banda mentre si esercitavano a sparare in aperta campagna con l'utilizzo di Kalashnikov, quest'ultimo ritrovato dalla Polizia il 15 febbraio 2007 nelle campagne del padovano assieme ad altri pezzi dell'arsenale del gruppo.
Secondo l'allora Ministro dell'Interno, Giuliano Amato, probabilmente sono stati sventati diversi attentati, infatti secondo le intercettazioni ambientali in mano agli inquirenti, fra gli obiettivi del gruppo vi sarebbero stati l'editorialista giuslavorista del Corriere della Sera (Pietro Ichino), Vito Schirone (ex dirigente della Breda), le sedi di SKY TV, Mediaset, Eni e la villa di Silvio Berlusconi situata nel centro di Milano.
L'operazione ordinata dal procuratore della Repubblica (Ilda Boccassini), le cui indagini erano partite a seguito di un ritrovamento in uno scantinato occupato abusivamente di documenti contenenti testi eversivi e di attrezzature che sarebbero state utilizzate per rapine di autofinanziamento del gruppo. Secondo il Gip Guido Salvini, l'organizzazione sovversiva era pronta a compiere un attentato contro la sede milanese del quotidiano Libero diretto da Vittorio Feltri entro la Pasqua 2007.
Fra gli arrestati, su cui pende l'accusa di associazione sovversiva e banda armata, anche Alfredo Davanzo, 49 anni, che nel 1982 era stato condannato a dieci anni di prigione per rapina a mano armata, rifugiatosi in Francia, l'uomo fu arrestato nel 1998 e subito liberato dalle autorità francesi grazie alla cosiddetta dottrina Mitterrand; e Bruno Ghirardi, già condannato a 22 anni in quanto appartenente all'organizzazione terroristica dei Comunisti Organizzati per la Liberazione Proletaria e uscito dal carcere nel 2001.
Il giorno seguente, poiché sorprese ad affiggere manifesti di solidarietà nei confronti degli arrestati, sono state arrestate altre quattro persone.

### Gli indagati
Di seguito l'elenco in ordine gerarchico dei presunti membri dell'organizzazione sottoposte a fermo giudiziario:
- Alfredo Davanzo, 49 anni, probabilmente il capo del gruppo, si è dichiarato prigioniero politico;
- Claudio Latino, 49 anni, indicato come capo della cellula milanese, si è dichiarato prigioniero politico;
  - Amarilli Caprio, 26 anni, sindacalista e studentessa iscritta alla facoltà di scienze politiche della statale di Milano con il compito di trovare nuove leve da reclutare all'università;
  - Alfredo Mazzamauro, 21 anni, studente iscritto alla facoltà di scienze politiche della statale di Milano con il compito di trovare nuove leve da reclutare all'università;
- Vincenzo Sisi, 53 anni, indicato come capo della cellula torinese, si è dichiarato prigioniero politico;
  - Salvatore Scivoli, 54 anni, pregiudicato;
- Davide Bortolato, 36 anni, indicato come capo della cellula padovana;
  - Valentino Rossin, 35 anni, postino, sindacalista, custode dell'armeria del gruppo;
  - Federico Salotto, 22 anni, operaio; ASSOLTO
  - Andrea Scantamburlo, 42 anni, sindacalista;
  - Alessandro Toschi, 24 anni, operaio; ASSOLTO
  - Massimiliano Toschi, 26 anni, operaio;
- Bruno Ghirardi, 50 anni, ex sindacalista;
- Massimiliano Gaeta, 31 anni, l'informatico dell'organizzazione;
- Davide Rotondi, 45 anni. (Il quotidiano "Il Piccolo di Trieste" il giorno dopo l'arresto riporta falsamente che si fosse dichiarato prigioniero politico.

### La Cassazione
Nel 2012 la II sezione penale della Corte di Cassazione ha definitivamente archiviato le accuse di terrorismo.